# 范惟恭
范惟恭（16世紀—16世紀），字思安，江西南昌府豐城縣化鵬巷人，明朝政治人物。

## 生平
范惟恭是嘉靖三十七年（1558年）戊午科江西鄉試舉人，授睢寧教諭，厚道作人，縣民稱「范夫子」，陞安東知縣，安東地瘠人民多流徙，他招撫有方，人們回歸本業，並稱頌：「范父真生我也！」三年內得撫按疏薦，陞高郵州知州，毋須刑罰便完成督河役事，再擢為廉州同知，人稱「廉范」，並說：「不喜范公得廉州，喜廉州得范公嗣。」因清介忤逆上級被免官。

## 引用
1. 1 2  同治《豐城縣志·卷十四·人物志四》：范惟恭，字思安，化鵬巷人，嘉靖鄉薦，授睢寧教諭，豈弟作人，邑稱范夫子，陞安東知縣，地瘠民多流徙，惟恭招集撫字，各歸本業，相謂曰：「范父真生我也！」三載撫按交疏薦，擢知高郵州，會督河役，不箠楚而事集，陞廉州府同知，單車之官，民稱「廉范」，且曰：「不喜范公得廉州，喜廉州得范公嗣。」以介忤前監司免。
2. ↑  同治《豐城縣志·卷八·選舉》：嘉靖三十七年戊午鄉試……范惟恭 邑郛人，同知，有傳